# Maciej Kupczyk
Maciej Mieczysław Kupczyk (ur. 15 grudnia 1975 w Warszawie) – polski lekarz, naukowiec, specjalista chorób wewnętrznych, alergolog i pulmonolog, profesor nauk medycznych.

## Życiorys
W 2001 ukończył studia medyczne (Wydział Lekarski Akademii Medycznej w Łodzi) oraz studia podyplomowe „Zarządzanie służbą zdrowia z elementami techniki medycznej”, Politechnika Łódzka, Wydział Organizacji i Zarządzania (2001–2002). Pracownik Kliniki Chorób Wewnętrznych, Astmy i Alergii, II Katedry Chorób Wewnętrznych, Uniwersytetu Medycznego w Łodzi, prodziekan ds nauki, Wydziału Lekarskiego, przewodniczący Rady Nauk Medycznych Uniwersytetu Medycznego w Łodzi. 
Stopień doktora nauk medycznych uzyskał w 2006 roku na podstawie rozprawy pt. „Prowokacja donosowa aspiryną lizynową jako metoda diagnostyki nadwrażliwości na niesteroidowe leki przeciwzapalne i oceny mechanizmów przewlekłego zapalenia eozynofilowego w błonie śluzowej nosa” (Wydział Lekarski, Uniwersytet Medyczny w Łodzi). W tej samej uczelni w 2014 roku uzyskał stopień doktora habilitowanego na podstawie pracy pt. „Fenotypy astmy ciężkiej w praktyce klinicznej”. Doświadczenie naukowe zdobywał w trakcie staży w Huddinge Sjukhus, Sztokholm (1999) i Ospedale Luigi Sacco, Mediolan (2000). Post-doc, Centrum Badań nad Alergiami, Karolinska Institutet, Sztokholm (2008–2011) opiekun naukowy: prof. dr hab. med. Sven-Erik Dahlen i prof. dr hab. med. Barbro Dahlen. 
Autor lub współautor ponad 190 publikacji. Jego główne zainteresowania naukowe skupiają się wokół problemów dotyczących astmy ciężkiej, alergologii, immunoterapii swoistej, nadwrażliwości lekowych. 
Członek towarzystw naukowych w tym m.in. Polskiego Towarzystwa Alergologicznego, Polskiego Towarzystwa Chorób Płuc, European Academy of Allergology and Clinical Immunology i European Respiratory Society. 
Członek Zarządu Głównego PTA, prezydent Polskiego Towarzystwa Alergologicznego (PTA) kadencji 2021–2024, w latach 2018–2021 Prezydent Elekt PTA, przewodniczący Oddziału Łódzkiego PTA (2015–2018).

## Nagrody
- Nagroda Ministra Zdrowia I stopnia za cykl prac będących podstawą nadania stopnia doktora habilitowanego (Łódź, 2015);
- Nagroda zespołowa Ministra Zdrowia za cykl prac poświęconych diagnostyce i badaniu mechanizmów alergii (Łódź, 2004);
- Nagrody Rektora Uniwersytetu Medycznego w Łodzi pierwszego i drugiego stopnia za osiągnięcia naukowe (Łódź, 2009, 2010, 2011, 2012, 2013).